# Cruzada bosnia
La cruzada bosnia se libró contra herejes no especificados desde 1235 hasta 1241. Fue en esencia una guerra de agresión húngara contra el Banato de Bosnia sancionada como una cruzada. Dirigidos por el príncipe húngaro Colomán, los cruzados lograron conquistar solo las partes periféricas del país. Les siguieron los dominicos, que erigieron una catedral y quemaron a los herejes. La cruzada llegó a un abrupto final cuando la propia Hungría fue invadida por los mongoles durante la invasión mongola de Europa. Los cruzados se vieron obligados a retirarse y enfrentarse a sus propios invasores, la mayoría de ellos perecieron, incluido Colomán. Los papas posteriores pidieron más cruzadas contra Bosnia, pero nunca se llevó a cabo ninguno. La cruzada fallida generó desconfianza y odio hacia los húngaros entre la población bosnia que duró siglos.

## Antecedentes
Se convocaron varias cruzadas contra Bosnia, un país que durante mucho tiempo se consideró infestado de herejías tanto por el resto de la Europa católica como por sus vecinos ortodoxos orientales. La primera cruzada se evitó en abril de 1203, cuando los bosnios bajo el ban Kulin prometieron practicar el cristianismo según el rito católico y reconocieron la supremacía espiritual del papa. Kulin también reafirmó la supremacía secular de los reyes de Hungría sobre Bosnia. En efecto, sin embargo, la independencia tanto de la Iglesia bosnia como del Banato de Bosnia siguió creciendo.
En el apogeo de la cruzada albigense contra los cátaros franceses en la década de 1220, estalló el rumor de que un «antipapa cátaro», llamado Nicetas, residía en Bosnia. Nunca estuvo claro si Nicetas existió, pero los vecinos húngaros aprovecharon la difusión del rumor para reclamar la soberanía sobre Bosnia, que se había vuelto cada vez más independiente. Los bosnios fueron acusados de simpatizar con los bogomilos, una secta cristiana estrechamente relacionada con el catarismo e igualmente dualista. En 1221, la preocupación finalmente llevó al papa Honorio III a predicar una cruzada contra Bosnia. Repitió esto en 1225, pero problemas internos impidieron que los húngaros respondieran a su llamada.
El sucesor de Honorio III, Gregorio IX, acusó al propio obispo católico de Bosnia de albergar herejes, además de analfabetismo, simonía, desconocimiento de la Fórmula trinitaria y falta de celebración de misa y sacramentos. Fue debidamente depuesto en 1233 y reemplazado por un prelado dominico alemán, Juan de Wildeshausen, el primer obispo no bosnio de Bosnia. Ese mismo año, el ban Mateo Ninoslav abandonó una herejía no especificada, pero esto no satisfizo a Gregorio IX.

## Conflicto
En 1234, Gregorio IX hizo otro llamado a la cruzada, y esta vez Hungría respondió de buena gana. Si bien es posible que los bosnios no hayan logrado alinear su iglesia con Roma, la cruzada en realidad sirvió como una excusa perfecta para que los húngaros expandieran su autoridad. Gregorio IX prometió indulgencia a los posibles cruzados y encomendó a Colomán, hijo menor de Andrés II de Hungría y hermano de Bela IV, la ejecución de la acción militar. Colomán y sus seguidores fueron puestos bajo la protección de la Santa Sede. Ni los enemigos ni la región objetivo fueron nombrados con precisión en las cartas que el papa envió a Colomán y al obispo de Bosnia. Se refirió a «Eslavonia», mencionando «tierras de Bosnia» solo en la carta al obispo. En general, se entiende que, por «Eslavonia», se refería a Bosnia y sus alrededores, tierras eslavas o incluso a la actual Eslavonia. Sin embargo, el hecho de que se informara al obispo de Bosnia deja claro que la propia Bosnia era el objetivo. La acción parece haberse tomado contra los bosnios en general, ya que solo se mencionan «herejes»; está implícito en una fuente que la cruzada estaba dirigida contra los dualistas.
La lucha activa comenzó en 1235, pero el ejército húngaro solo llegó a la Bosnia propiamente dicha solo tres años después. El retraso puede haber sido causado por la resistencia popular en el norte del país, a saber, Soli, donde el terreno montañoso ayudó a «muchos herejes» a defenderse de los cruzados. En agosto de 1236, el papa ordenó a los cruzados que no molestaran al pariente de Mateo Ninoslav, Sibislav, knez de Usora, ni a su madre, ambos «buenos católicos» entre la nobleza herética, «lirios entre espinas». Vrhbosna aparentemente cayó en 1238, cuando los dominicos que siguieron a los cruzados construyeron una catedral. Sin embargo, los cruzados no lograron conquistar toda Bosnia, ya que Mateo Ninoslav continuó actuando como ban durante todo el conflicto en las partes centrales de su reino, donde los dominicos nunca pusieron un pie. La orden tomó el control de la Iglesia católica en Bosnia, ahora dirigida por un nuevo obispo, un húngaro llamado Ponsa. Los dominicos registraron que algunos herejes fueron quemados en la hoguera, pero no parece que hayan descubierto nada sobre la naturaleza de la herejía. Luego, los cruzados llegaron tan al sur como Hum o tenían la intención de hacerlo.
Luego, en 1241, la invasión mongola de Europa salvó a Bosnia. Los mongoles bajo Batú Kan, después de someter y devastar la Rus de Kiev, invadieron Hungría. Las tropas húngaras se vieron obligadas a retirarse de Bosnia y enfrentarse a sus propios invasores. Gran parte de su ejército fue aniquilado en la batalla de Mohi; Colomán, comandante de los cruzados, estaba entre los muertos. Los mongoles saquearon Dalmacia, Croacia, Zeta, Serbia y Bulgaria. Su ataque resultó desastroso para todos los Balcanes excepto Bosnia. Los cruzados fueron aniquilados, para no volver jamás. Bosnia recuperó los territorios ocupados y mantuvo su nivel de independencia luego de lo que resultó ser una guerra de agresión húngara sancionada como una cruzada.

## Consecuencias y legado
La amenaza de una nueva persecución religiosa en Bosnia reapareció a los pocos años de la guerra. El papa Inocencio IV comenzó a instar a los húngaros a emprender otra cruzada a fines de 1246 y 1247, y parecían dispuestos. Mateo Ninoslav argumentó que solo se asoció con herejes para defender Bosnia contra los invasores húngaros. Parece haber convencido a Inocencio, quien suspendió la cruzada en marzo de 1248.
Una cruzada contra Bosnia fue predicada nuevamente entre 1337 y 1338 y 1367, por los papas Benedicto XII y Urbano V respectivamente, pero en circunstancias políticas drásticamente diferentes. Hungría estaba gobernada por una nueva dinastía, los angevinos de Sicilia, que apoyaban a los gobernantes Kotromanić de Bosnia. El rey Carlos Roberto declaró una vez que cualquier húngaro que atacara Bosnia, gobernada por su amigo Esteban II, sería considerado un traidor. El único impacto significativo que tuvo la cruzada bosnia fue aumentar el sentimiento antihúngaro entre los bosnios, un factor importante en la política bosnia que contribuyó a la conquista otomana de Bosnia en 1463.